# エリック・バウザ
エリック・バウザ（Eric Bauza、1979年12月7日 - ）は、カナダの声優、コメディアン、アニメーション・アーティスト。

## 誕生
オンタリオ州のスカーバローでフィリピン系カナダ人として生まれたバウザ氏は、カナダで製作された子供向けのテレビ番組『Mr. Dressup』を見て成長し、大きな影響を受け、ショーの司会者と一緒に絵を描いたがある。バウザは1993年から1996年までカーディナル・ニューマン・カトリック・ハイスクール（現:セント・ジョン・ヘンリー・ニューマン・カトリック・ハイスクール）に通っており、2000年にはセンテニアル・カレッジを卒業している。

### 仕事経験
バウザ氏は、ハリウッドでアニメーションのキャラクターデザインとしての仕事を始め、声優としては『Oops!フェアリーペアレンツ』、『レンとスティンピー: Adult Party Cartoon』、『G.I.ジョー: Resolute』と『Hero: 108』に出演したほか、Webアニメシリーズ「ブレイベスト・ウォリアーズ」でも様々な役を演じており、ルーニー・テューンズ・ショーではマービン・ザ・マーシャン役、『ベン10: オムニバース』ではドクター・サイコボス役を担当した。その後は、バッグス・バニー、ダフィー・ダック、トゥイーティー、マービン・ザ・マーシャン、ウッディー・ウッドペッカーなどの様々なキャラクターを務めている。 なお、彼がバッグス・バニー役に選ばれるのは7人目であり、アジア系としては初めて。
2021年3月23日、ABCのゲーム番組「トゥー・テル・ザ・トゥルース」にバウザ氏が出演。

## 出演作品

### テレビ
| 出演期間  | 作品名                                                               | 役名 | 備考                                                                  | 日本語吹替 |
| --------- | -------------------------------------------------------------------- | --- | --------------------------------------------------------------------- | --- |
| 1999-2002 | ドリーム・ストリート                                                 | ファリー・ブロック・ノイズ |                                                                       | |
| 2001–02   | ザ・リッピング・フレンズ                                             | ミスター・マンガー、レンジャー、映画の中にいる男性の声など |                                                                       | |
| 2003      | レンとスティンピー アダルト・パーティ・カートゥーン                  | スティンピー、シャンプー・マスター |                                                                       | |
| 2007–08   | エル・ティグレ マニー・リベラの大冒険                                | ロドルフォ・リベラ / ホワイト・パンテラ、ユージン博士、タケシ、マイキー、ロボットの声、トシロー、リオ、ジョン、大人になったロドルフォ、スティーブなど                                                        |                                                                       | |
| 2008      | アバター 伝説の少年アン                                              | 追加の声 | 登場エピソード『釜茹(かまゆで)岩』                                    | |
| 2009      | チャウダー                                                           | Schmoast Guard、観光客、チャーリー | 登場エピソード『真の男と船上パーティー/ワンタン爆弾とムーングの過去』 | |
| 2009–17   | Oops!フェアリーペアレンツ                                            | フープ、プーフ・バジー、サイクロプス、フェアリー・ベイリーフ、アナウンサー、ベン・フランクリン、メアニー、ガードマン、ラジエーション・モンスター、コンピューターの声、カンガルーのパンチー、ヘッジホッグ、他 |                                                                       | |
| 2010      | スーパーエージェント TUFFパピー                                      | ガードマン | 登場エピソード『カメレオンにご用心』                                  | |
| 2010      | Zevo-3                                                               | ブラッド | 登場エピソード『Daddy Dearest』                                       | |
| 2011–12   | Dick Figures                                                         | ジェラルド、棒人間の忍者など |                                                                       | |
| 2011–13   | フィニアスとファーブ                                                 | Little Saul、追加ボイス |                                                                       | |
| 2011–13   | ルーニー・テューンズ・ショー                                         | マービン・ザ・マーシャン、Gavin |                                                                       | 中多和宏→小形満（マービン・ザ・マーシャン） |
| 2012      | アイアンマン ザ・アドベンチャーズ                                    | サディアス・ロス | 登場エピソード『ハルクの悲劇』                                        | |
| 2012      | キック ザ・びっくりボーイ                                            | ファング、Robobot、Groundedbot |                                                                       | |
| 2012–13   | アドベンチャー・タイム                                               | クマ、キャンディーパーソンなど |                                                                       | |
| 2012–15   | 怪奇ゾーン グラビティフォールズ                                      | エルネスト、追加ボイス |                                                                       | |
| 2012–15   | ブラック・ダイナマイト                                               | ニュース・キャスター、ビル・コスビーのアシスタント、ダニー・オズモンド、ディック・クラークなど |                                                                       | |
| 2012–18   | ブレイベスト・ウォリアーズ                                           | アーケード・モンスター、ダニーのパパ、カースウェル、ブライアン・キークマン、他多数 |                                                                       | |
| 2013      | リック・アンド・モーティ                                             | Customs Gromflomite、グレン | 登場エピソード『アドベンチャーのはじまり』                            | |
| 2013      | ティーン・タイタンズGO!                                              | 2人目のサンタ、アナウンサー |                                                                       | |
| 2013–17   | アルティメット・スパイダーマン                                       | アイアン・スパイダー、アーケード、スコルピオン、スワーム、S.H.I.E.L.D.のエージェント |                                                                       | 岩端卓也（アイアン・スパイダー） |
| 2013–17   | おっはよー!アンクル・グランパ                                        | ウエストポーチ、ホットドッグマン、ザーナ、ブラック魔王（ディック・ダスタードリー）など | 主役                                                                  | 下山吉光（ウエストポーチ） 赤坂柾之（ホットドッグマン） 青山桐子（ザーナ） 落合弘治（ブラック魔王）                                                                                   |
| 2014      | トムとジェリー ショー                                                | スカンク | 登場エピソード『夢の高機能ベッド/ヨセミテ公園でキャンプ!』            | |
| 2014      | コミ・カレ!!                                                         | ナレーター、予告ナレーション |                                                                       | |
| 2014–16   | ブレッド・ウィナーズ                                                 | バーデウス、テレビゲームのアナウンサー、赤ちゃんモンスター、ディッシュ・ウォッシャー、Bacteria Blog、B2D2、バーデウスの赤ちゃん、ミミズ、アナウンサー、ワニ、コミックのナレーション                          |                                                                       | |
| 2014–16   | TripTank                                                             | Shen、Iron Shogun、配達員の少年、ドクター、ロニー、ボス、王子様、パパなど |                                                                       | |
| 2014–17   | ミュータント・タートルズ                                             | タイガー・クロー、クリムゾンのリーダーなど |                                                                       | |
| 2015      | ザ・ミスター・ピーボディ＆シャーマン・ショー                         | ガリレオ、その他の追加ボイス |                                                                       | |
| 2015      | LEGO スター・ウォーズ:ドロイド・テイルズ                             | ルーク・スカイウォーカー、ラスティー |                                                                       | 成瀬誠（ルーク・スカイウォーカー） 越後屋コースケ（ラスティー） |
| 2015–17   | トランスフォーマー アドベンチャー                                    | 科学者、ラジオCM、Instructor、コンピューターの音声など |                                                                       | |
| 2015-20   | 新 ルーニー・テューンズ                                              | マービン・ザ・マーシャン、ペペ・ル・ピュー、ヒュービーとバーティー、ロック・ハードケースなど |                                                                       | 小形満（マービン） 仲野裕（ペペ） 石井康嗣（カル） 梅津秀行（ヒュービー） 四宮豪（バート）                                                                                            |
| 2015–19   | 悪魔バスター★スター・バタフライ                                      | クラウディ、シルクハットを被った紫のクモなど |                                                                       | |
| 2015–16   | スティーブン・ユニバース                                             | ウエストポーチ、ナレーター、リッキー、ホテルの執事 |                                                                       | 下山吉光（ウエストポーチ） |
| 2015–19   | マイティ・マジソード                                                 | フィル、ホッパス、他 |                                                                       | |
| 2016      | スポンジ・ボブ                                                       | シャーモン | 登場エピソード『もっとどんぐりを!』                                   | |
| 2016      | カンフー・パンダ ザ・シリーズ                                        | ルースター、サイ、チーフ、他 |                                                                       | |
| 2016      | ミクセル                                                             | Paladum、Mixapod、動物園の動物 | 登場エピソード『Every Knight Has Its Day』                            | |
| 2016      | ベン:10                                                              | Gust-O | 登場エピソード『Riding the Storm Out』                                | |
| 2016–17   | LEGO スター・ウォーズ/フリーメーカーの冒険                           | ルーク・スカイウォーカー |                                                                       | 鈴木裕斗（ルーク・スカイウォーカー） |
| 2016–18   | パワーパフガールズ                                                   | アレグロ、ラーゴ | 登場エピソード『ステキな虹の世界』と『仲直りは大変!』                 | |
| 2017      | ビー・クール スクービー・ドゥー!                                     | |                                                                       | トニー、チャーリー、アナウンサー、他 |
| 2017      | アントマン (2017年のテレビアニメ)                                    | エイリアンのリーダー |                                                                       | |
| 2017      | マイロ・マーフィーの法則                                             | 追加ボイス |                                                                       | |
| 2017      | ピクルスとピーナッツ                                                 | 追加ボイス |                                                                       | |
| 2017–18   | ストレッチ・アームストロング&フレックス・ファイターズ                | ジェントルマン、マルーフ |                                                                       | |
| 2017–18   | ガーディアンズ・オブ・ギャラクシー                                   | アダム・ウォーロック、子供時代のウォーロック、スフィンクス、メイガス、プリンス・ショック、チャレンジャー |                                                                       | |
| 2017–21   | ダックテイルズ                                                       | ビーグル・ボーイズ、キャプテン・ファーレイ・フォグホーン | 連続して出演                                                          | |
| 2017–20   | プリンセス ユニキャット                                              | マスター・フラウン |                                                                       | |
| 2018–22   | マペット・ベビー                                                     | フォジー、ブンゼン、スタトラー、ロビン、サム |                                                                       | 後藤光祐（フォジー） 小島敬介（ブンゼン） 唐沢龍之介（スタトラー） 高坂知也（ロビン） 青木強（サム）                                                                                  |
| 2018      | 三人の騎士の伝説                                                     | ホセ・キャリオカ、スクルージ・マクダック |                                                                       | 中尾隆聖（ホセ・キャリオカ） |
| 2018      | スター・ウォーズ レジスタンス                                        | ゴラック・ワイルズ | 登場エピソード『ハイパー燃料』                                        | |
| 2018      | スーパーナチュラル                                                   | スリッカーのいとこ | 登場エピソード『スクービーナチュラル』                                | |
| 2018–20   | ライズ・オブ・ザ・ティーンエイジ・ミュータント・ニンジャ・タートルズ | スプリンター師匠、マネージャー、ペパロニ大統領、NYPD警察、錯乱状態の男、ナレーター、キツネ、アナウンサー、ノア・シェック、テレビの男など                                                                     | 主役                                                                  | |
| 2018–19   | ロッキーとブルウィンクルの大冒険                                     | 首相のトップ |                                                                       | |
| 2019      | ラウド・ハウス                                                       | レックス、ブルーノ、ヒップスターの男、カップルの男、レイノルド、コリー、レックス、少年、テレビ放送局の報道センターのアナウンサー、コンテスト審査員の男                                                       | 登場エピソードは4話分                                                 | |
| 2019      | The Casagrandes                                                      | ブルーノ、ネルソン、エル・ククイ | 登場エピソードは3話分                                                 | |
| 2019      | ピンキー・マリンキー                                                 | フリン | 登場エピソード『Advanced』                                            | |
| 2019      | ぼくらのスーパーヒーロー・パンツマン                                 | ラップ・トークウェル、ギグルノーズ、ロビウス | 登場エピソードは3話分                                                 | |
| 2019      | ライオン・ガード                                                     | Pagala | 登場エピソード『ぬまにうくひかり』                                    | |
| 2019      | ミドル・スクール・モグル                                             | モグル・フロストボトム、自動音声、モグルボット、インシデンタル・スポーツ・ボーイ | 登場エピソードは4話分                                                 | |
| 2019      | 2019年アニメ版ウォーリーをさがせ!                                    | Koala、Dingo | 登場エピソード『Australian Blunder Down Under』                       | |
| 2019      | マーベル スパイダーマン                                              | ミスター・ネガティブ、警察官 | 登場エピソード『新しい日の始まり』                                    | |
| 2019–2020 | ベイマックス ザ・シリーズ                                            | Uncle Samurai、アナウンサー、警察官、カトー、バディー | Disney+オリジナルアニメシリーズ                                       | |
| 2019–     | オリー・アンド・スクープス                                           | スクープス |                                                                       | |
| 2020–     | ルーニー・テューンズ・カートゥーンズ                                 | バッグス・バニー、ダフィー・ダック、トゥイーティー、ペペ・ル・ピュー、バーンヤード・ドッグ、マービン・ザ・マーシャン、ヒュービーとバーティー、ウィーズル                                                     | 専属声優                                                              | 山口勝平（バッグス・バニー） 高木渉（ダフィー・ダック） こおろぎさとみ（トゥイーティー） 仲野裕（ペペ・ル・ピュー） チョー（バーンヤード・ドッグ） 小形満（マービン・ザ・マーシャン） |
| 2020–     | リブート版アニマニアックス                                           | ダフィー・ダック、科学者の男性、Shaun、司式者の男性 |                                                                       | |
| 2021      | トゥー・テル・ザ・トゥルース                                         | 本人 |                                                                       | |
| 2021      | ふしぎの国 アンフィビア                                              | Mr. Wu | 登場エピソード『邦題未定（True Colors）』                             | |
| 2023      | スター・ウォーズ:ヤング・ジェダイ・アドベンチャー                    | EB-3 | Disney+オリジナルアニメシリーズ                                       | 越後屋コースケ（EB-3） |
| 2024      | X-MEN '97                                                            | センチネル | Disney+オリジナルアニメシリーズ                                       | |

### 映画
| 公開年 | 作品名                                                                     | 役名 | 日本語吹き替え                                                                                         | 備考         |
| ------ | -------------------------------------------------------------------------- | --- | --- | ------------ |
| 2014   | アベンジャーズ コンフィデンシャル: ブラック・ウィドウ & パニッシャー       | アマデウス・チョー、バロン・ジーモ                                                                         | 浪川大輔                                                                                               |              |
| 2016   | LEGO スーパー・ヒーローズ:ジャスティス・リーグ〈ゴッサム大脱出〉           | ジェームズ・ゴードン、他                                                                                   | 小野健一                                                                                               |              |
| 2017   | ウッディー・ウッドペッカー                                                 | ウッディー・ウッドペッカー                                                                                 | - |              |
| 2018   | LEGOスーパー・ヒーローズ: フラッシュ                                       | アトム、ビーデッグ、ジミー・オルセン                                                                       | ? |              |
| 2018   | ティーン・タイタンズ・ゴー! トゥ・ザ・ムービーズ                           | アクアマン                                                                                                 | - |              |
| 2019   | バットマン vs ミュータント・タートルズ                                     | レオナルド                                                                                                 | - |              |
| 2020   | LEGO スター・ウォーズ/ホリデー・スペシャル                                 | ルーク・スカイウォーカー                                                                                   | 鈴木裕斗                                                                                               |              |
| 2021   | スペース・プレイヤーズ                                                     | ダフィー・ダック、ポーキー・ピッグ、エルマー・ファッド、フォグホーン・レグホーン、マービン・ザ・マーシャン | 高木渉（ダフィー） 龍田直樹（ポーキー） チョー（エルマー） 玄田哲章（フォグホーン） 小形満（マービン） | [ 9 ] [ 10 ] |
| 2021   | LEGO スター・ウォーズ/恐怖のハロウィーン                                   | ルーク・スカイウォーカー                                                                                   | 島田敏（老年） 鈴木裕斗（青年）                                                                        |              |
| 2022   | LEGO スター・ウォーズ/サマー・バケーション                                 | ルーク・スカイウォーカー                                                                                   | 鈴木裕斗                                                                                               |              |
| 2023   | ザ・スーパーマリオブラザーズ・ムービー                                     | クッパ軍戦士                                                                                               | |              |
| 2024   | ザ・デイ・ジ・アース・ブリュー・アップ: ア・ルーニー・テューンズ・ムービー | ダフィー・ダック、ポーキー・ピッグ                                                                         | |              |

### ゲーム
| 発売年 | 作品名                                        | 役名 |
| ------ | --------------------------------------------- | --- |
| 2011   | Nicktoons MLB                                 | スティンピー |
| 2013   | ダックテイルズ: リマスター版                  | フェントン、ロボダック |
| 2018   | ルーニー・テューンズ:ワールド・オブ・メイヘム | バッグス・バニー、ダフィー・ダック、シルベスター・キャット、トゥイーティー（怪物バージョン） ペペ・ル・ピュー、マービン・ザ・マーシャン、スピーディー・ゴンザレス、エルマー・ファッド フォグホーン・レグホーン、ヨセミテ・サム、タズマニアン・デビル、グラニー ウィッチ・ヘイゼル、サム・シープドッグ、ヘンリー・ホーク、ゴッサマー ワイリー・コヨーテ、ロード・ランナー |